# Mike Piazza
Michael Joseph Piazza (ur. 4 września 1968) – amerykański baseballista, który występował na pozycji łapacza przez 16 sezonów w Major League Baseball.

## Przebieg kariery
Piazza został wybrany w drafcie 1988 w 62. rundzie przez Los Angeles Dodgers i początkowo występował w klubach farmerskich tego zespołu, między innymi w Albuquerque Dukes. W MLB zadebiutował 1 września 1992 w meczu przeciwko Chicago Cubs. W sezonie 1993 ze średnią uderzeń 0,318, 35 zdobytymi home runami i 112 zaliczonymi RBI, został wybrany najlepszym debiutantem w National League; wystąpił także po raz pierwszy w karierze w Meczu Gwiazd. W 1996 i 1997 roku w głosowaniu do nagrody MVP National League zajął 2. miejsce (za Kenem Caminitim z San Diego Padres i Larrym Walkerem z Colorado Rockies). W maju 1998 w ramach wymiany przeszedł do Florida Marlins, w którym rozegrał tylko 5 meczów. 
W tym samym miesiącu podpisał siedmioletni kontrakt z New York Mets wart 91 milionów dolarów. W 2000 roku wystąpił World Series przeciwko New York Yankees; Mets przegrali jednak finały w pięciu meczach. 
W sezonie 2006 występował w San Diego Padres, zaś karierę zakończył rok później reprezentując barwy Oakland Athletics. W 2006 wystąpił na turnieju World Baseball Classic, reprezentując włoską drużynę narodową. Jest rekordzistą pod względem liczby zdobytych home runów (396) spośród łapaczy.

## Późniejszy okres
6 stycznia 2016 został uhonorowany członkostwem w Baseball Hall of Fame. 30 lipca 2016 przed meczem z Colorado Rockies na Citi Field wziął udział w ceremonii zastrzeżenia numeru 31, z którym występował w New York Mets.
W czerwcu 2016 został właścicielem trzecioligowego klubu piłkarskiego AC Reggiana 1919.

## Nagrody i wyróżnienia
| Nagroda/wyróżnienie         | Lata                                                                   | Źródło |
| 12× All-Star                | 1993, 1994, 1995, 1996, 1997, 1998, 1999, 2000, 2001, 2002, 2004, 2005 | [ 3 ]  |
| All-Star Game MVP           | 1996                                                                   | [ 15 ] |
| 10× Silver Slugger Award    | 1993, 1994, 1995, 1996, 1997, 1998, 1999, 2000, 2001, 2002             | [ 3 ]  |
| NL Rookie of the Year Award | 1993                                                                   | [ 5 ]  |
| Baseball Hall of Fame       | od 2016                                                                | [ 12 ] |
| # 31 zastrzeżony przez Mets | 2016                                                                   | [ 13 ] |